# Paapa Essiedu

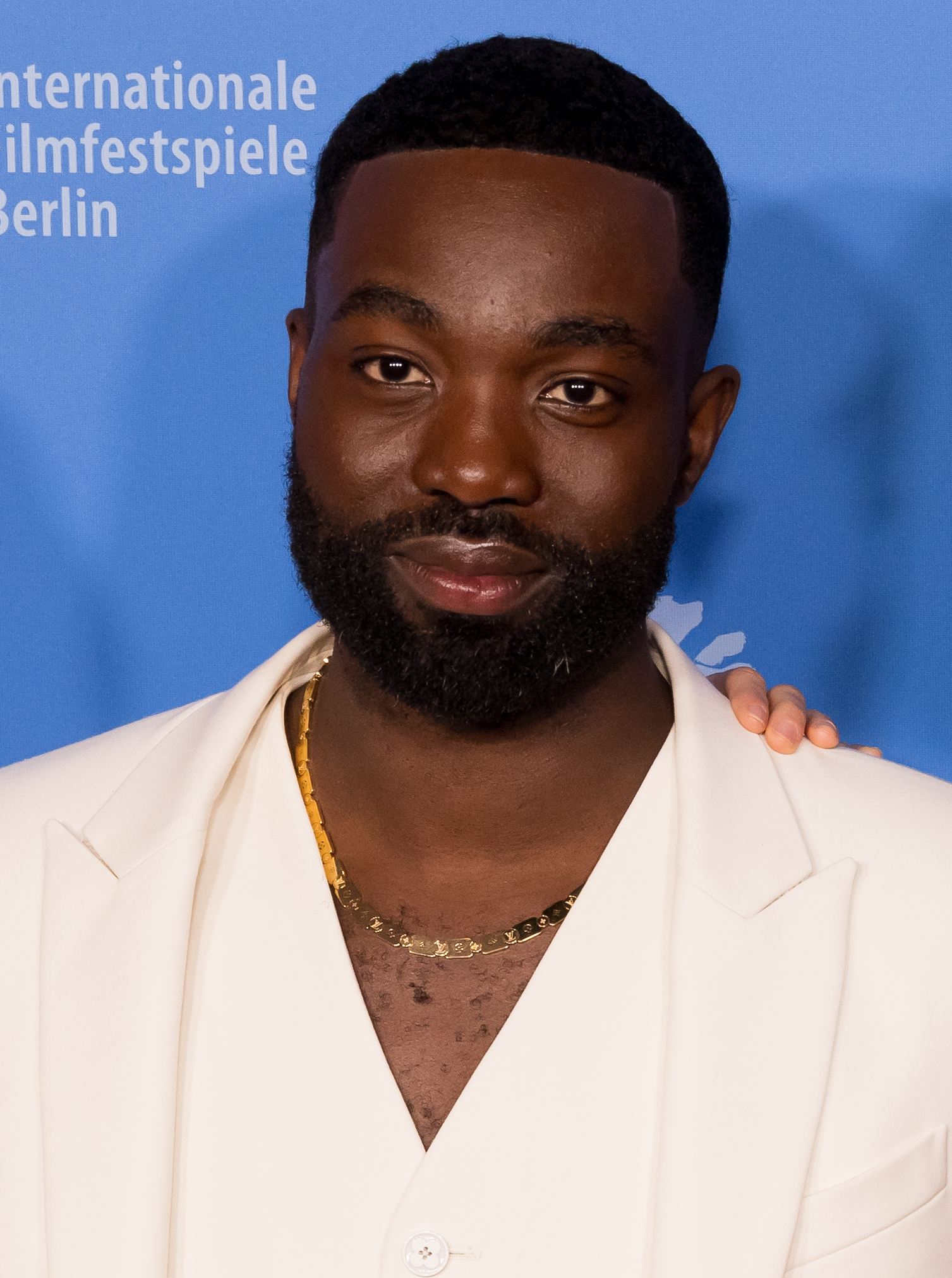
Paapa Essiedu (2024)

Paapa Essiedu (* 11. Juni 1990 in London) ist ein britischer Schauspieler.

## Leben
Paapa Essiedu wurde 1990 in London geboren und wuchs in Walthamstow in East London bei seiner Mutter, einer Lehrerin für Mode und Design, auf. Seine Familie stammte aus Ghana. Er besuchte die Forest School in Walthamstow, erste Schauspielerfahrungen sammelte er im Alter von 16/17 Jahren. Seine Schauspielausbildung erhielt er an der Guildhall School of Music and Drama, wo er die  Drehbuchautorin und Schauspielerin Michaela Coel kennenlernte, mit der er später für die Serie I May Destroy You zusammenarbeitete.

### Theater
Theaterengagements hatte er unter anderem als Burgundy in König Lear am National Theatre, als Beckmann in Outside on the Street am Pleasance Theatre, als Gabriel in Black Jesus am Finborough Theatre, als Romeo in Romeo und Julia mit der Tobacco Factory sowie als Wade in You For Me For You am Royal Court Theatre. Für seine Darstellung der Titelrolle in Hamlet unter der Regie von Simon Godwin und des Edmund in König Lear mit der Royal Shakespeare Company wurde er 2016 mit dem ersten Preis der Ian Charleson Awards ausgezeichnet.

### Film und Fernsehen
2013 hatte er in der Serie Utopia eine erste Episodenrolle. In Ein Sommernachtstraum war er 2016 als Demetrius zu sehen. 2017 verkörperte er in der Mini-Serie The Miniaturist – Die Magie der kleinen Dinge von Guillem Morales mit Anya Taylor-Joy die Rolle des Otto. Seit 2020 spielt er in der Sky-Serie Gangs of London mit Joe Cole und Sope Dirisu die Rolle des Alexander Dumani. 2020 übernahm er in der Fernsehserie I May Destroy You von und mit Michaela Coel die Rolle des Kwame, für die er unter anderem 2021 für einen Primetime-Emmy als bester Nebendarsteller in einer Miniserie nominiert wurde. In der Sky-Original-Serie The Lazarus Project von Marco Kreuzpaintner hatte er an der Seite von Anjli Mohindra eine Hauptrolle als George. Im April 2025 wurde er für die Rolle von Severus Snape in der Harry-Potter-Serie von HBO Max bestätigt.
In den deutschsprachigen Fassungen wurde er unter anderem von Tim Schwarzmaier (I May Destroy You), Roman Wolko (Gangs of London) sowie Pascal Fligg (The Miniaturist – Die Magie der kleinen Dinge) synchronisiert.
Neben seiner Tätigkeit als Schauspieler arbeitete er auch als Hörspielsprecher für BBC Radio 4.

## Filmografie (Auswahl)
- 2013: Utopia (Fernsehserie, zwei Episoden)
- 2014: National Theatre Live: King Lear
- 2015: Not Safe for Work (Mini-Serie)
- 2016: Shakespeare Live! From the RSC (Fernsehfilm)
- 2016: Ein Sommernachtstraum (A Midsummer Night’s Dream, Fernsehfilm)
- 2016: Royal Shakespeare Company: Hamlet
- 2016: Royal Shakespeare Company: King Lear
- 2017: Revolting (Fernsehserie, eine Episode)
- 2017: Canned (Kurzfilm)
- 2017: Mord im Orient-Express (Murder on the Orient Express)
- 2017: The Miniaturist – Die Magie der kleinen Dinge (The Miniaturist, Mini-Serie)
- 2018: Kiri (Mini-Serie)
- 2018: Black Earth Rising – Weitere Nachrichten (Fernsehserie)
- 2018: Press (Mini-Serie)
- 2019: The Capture (Mini-Serie)
- 2019: Stand Still (Kurzfilm)
- 2020–2022: Gangs of London (Fernsehserie, 8 Episoden)
- 2020: I May Destroy You (Fernsehserie, 12 Episoden)
- 2020: Unsaid Stories – Look at Me (Mini-Serie)
- 2020: Bicycle Thief (Kurzfilm)
- 2021: Femme (Kurzfilm)
- 2021: The Exit Plan (Kurzfilm)
- 2021: Anne Boleyn (Mini-Serie)
- 2022–2023: The Lazarus Project (Fernsehserie, 16 Episoden)
- 2022: Men – Was dich sucht, wird dich finden (Men)
- 2024: The Outrun

## Auszeichnungen und Nominierungen
British Academy Television Award
- 2021: Nominierung in der Kategorie Leading Actor für I May Destroy You[12][13]

Emmy
- 2021: Nominierung in der Kategorie Bester Nebendarsteller – Miniserie oder Fernsehfilm für I May Destroy You[8]

Ian Charleson Award
- 2016: Auszeichnung mit dem ersten Preis für die Titelrolle in Hamlet und den Edmund in König Lear mit der Royal Shakespeare Company[6]

Independent Spirit Awards
- 2021: Auszeichnung in der Kategorie Best Ensemble Cast in a Scripted Series für I May Destroy You[14]